# Stor-Gåstjärnen (Degerfors socken, Västerbotten, 716601-168521)
Stor-Gåstjärnen är en sjö i Vindelns kommun i Västerbotten och ingår i Sävaråns huvudavrinningsområde.